# Coleophora incultella
Coleophora incultella é uma espécie de mariposa do gênero Coleophora pertencente à família Coleophoridae.